# Länsväg 374
Länsväg 374 går mellan Piteå och Ottostorp nära Kåbdalis, via Öjebyn, Arnemark, Älvsbyn, Vidsel och Vitberget. Den är 114 km lång. Vägen skyltas Piteå i sydlig riktning, och Jokkmokk i nordlig riktning, förutom vid E4 där den skyltas Älvsbyn

## Anslutningar
- Piteå
- Älvsbyn
- Älvsbyn
- Ottostorp

## Sträckning
Efter avfarten från E4 följer vägen europavägens gamla sträckning genom Öjebyn, sedan svänger vägen till vänster i en rondell. Vägen följer Piteälvens vänstra strand ända till Storforsen. Dessa nio mil består av omväxlande odlingsmark och skog. Större byar som passeras är Pålberget, Arnemark, Nedre Tväråsel, Övre Tväråsel, Vidsel och Bredsel. Sikfors och Älvsbyn ligger på södra sidan av Piteälven. Utanför Älvsbyn ansluter riksväg 94 och länsväg 356 med en rondell. Delen Piteå - Älvsbyn är en blandning av linjestakad och miljöstakad tvåfältig landsväg, 7-8 m bred. Älvsbyn - Storforsen är en 8 m bred miljöstakad väg av rätt så sent datum.
Vid Storforsen gör Piteälven en vinkelrät krök, och vägen fortsätter rakt fram och går längs Varjisån och Vitbäcken. Den enda lite större byn innan Ottostorp är Vitberget precis innan lappmarksgränsen. Denna vägsträcka är linjestakad och tjälskadad, men håller på att förbättras.

## Historik
År 1951 skyltades vägen länshuvudväg 374, och 1962 blev delen Piteå - Älvsbyn riksväg 96 medan resterande del behöll sitt nummer och blev länsväg 374. Nuvarande numrering gäller från 1986.
Redan på 1890-talet fanns en väg Piteå-Älvsbyn (väster om älven mellan Sikfors-Älvsbyn). Det fanns då ingen väg längs dagens 374 norr om Älvsbyn, däremot fanns en väg Älvsbyn-Vistheden-Bredsel och det var helt väglöst väster därom

## Trafikplatser och korsningar
|  | Nr | Namn                    | Skyltning                             |
|  | -- | ----------------------- | ------------------------------------- |
|  | -  | Trafikplats Piteå Södra | Haparanda, Sundsvall                  |
|  |    |                         | Piteå C, Munksund                     |
|  |    |                         | Haparanda, Luleå                      |
|  |    |                         | Svensbyn, Roknäs                      |
|  |    |                         | Sjulsmark                             |
|  |    |                         | Tvärån, Sikfors                       |
|  |    | Älvsbyn                 | Arvidsjaur, Älvsbyn C, Luleå Boden    |
|  |    |                         | Nybyn, Nystrand, Björkberg, Stockfors |
|  |    |                         | Vidsel, Vistträsk                     |
|  |    |                         | Harads                                |
|  |    |                         | Vidsel                                |
|  |    |                         | Moskosel, Storforsen                  |
|  |    |                         | Arvidsjaur, Gällivare, Jokkmokk       |

## Turism
Länsväg 374 marknadsfördes för en del år sedan som Midnattssolsvägen. Vägen är ett ungefär lika långt alternativ till E4/E10 vid resor exempelvis Stockholm-Kiruna. Storforsen är ett av de största turistmålen i Norrbottens län. Vitberget är med sina 594 meter landskapet Norrbottens högsta berg.